# Samedan
Samedan (zastarale a do roku 1943 oficiálně Samaden) je obec ve švýcarském kantonu Graubünden, okresu Maloja. Nachází se v údolí Engadin, asi 5 kilometrů severovýchodně od Svatého Mořice. Žije zde přibližně 2 900 obyvatel, je druhým největším sídlem v Engadinu a dopravní křižovatkou oblasti.

## Geografie
Samedan jakožto středisko zimních sportů a klimatické lázně leží na Innu severně od Svatého Mořice; na západě na něj shlíží 3 246 metrů vysoký Piz Ot. Obec leží na západním okraji náhorní plošiny, kde se stékají řeky Inn a Flaz, které přitékají z Pontresiny. K obci patří jako exkláva také údolí Val Roseg.
V Samedanu se sbíhají různé železniční a silniční trasy: ze Svatého Mořice na jihozápadě, z Poschiava přes průsmyk Bernina na jihu a z dolního Engadinu na severovýchodě.

## Historie

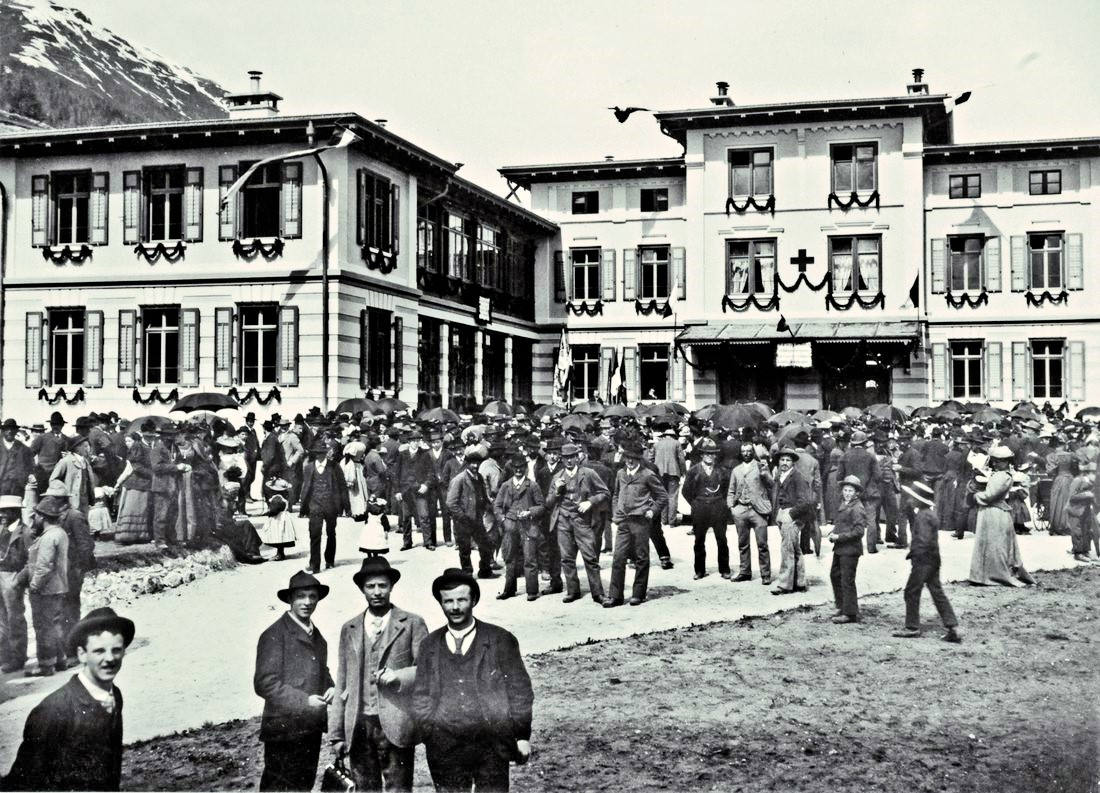
Nemocnice v Samedanu (1895)

Místo je zmiňováno od poloviny 12. století (1137/1139 in Zuze et in Samadene; 1156 coloniam de Samadn); původ názvu však není znám. Forma jména Samaden, dosud běžná v dolním Engadinu a v němčině, byla v roce 1943 nahrazena jako oficiální název obce domácí formou Samedan; její výslovnost [sameˈdaːn], rozšířená mezi cizinci, s důrazem na koncové slabice, se připisuje analogii s dalšími zeměpisnými názvy v okolí – Parpan, Ftan/Fetan apod.

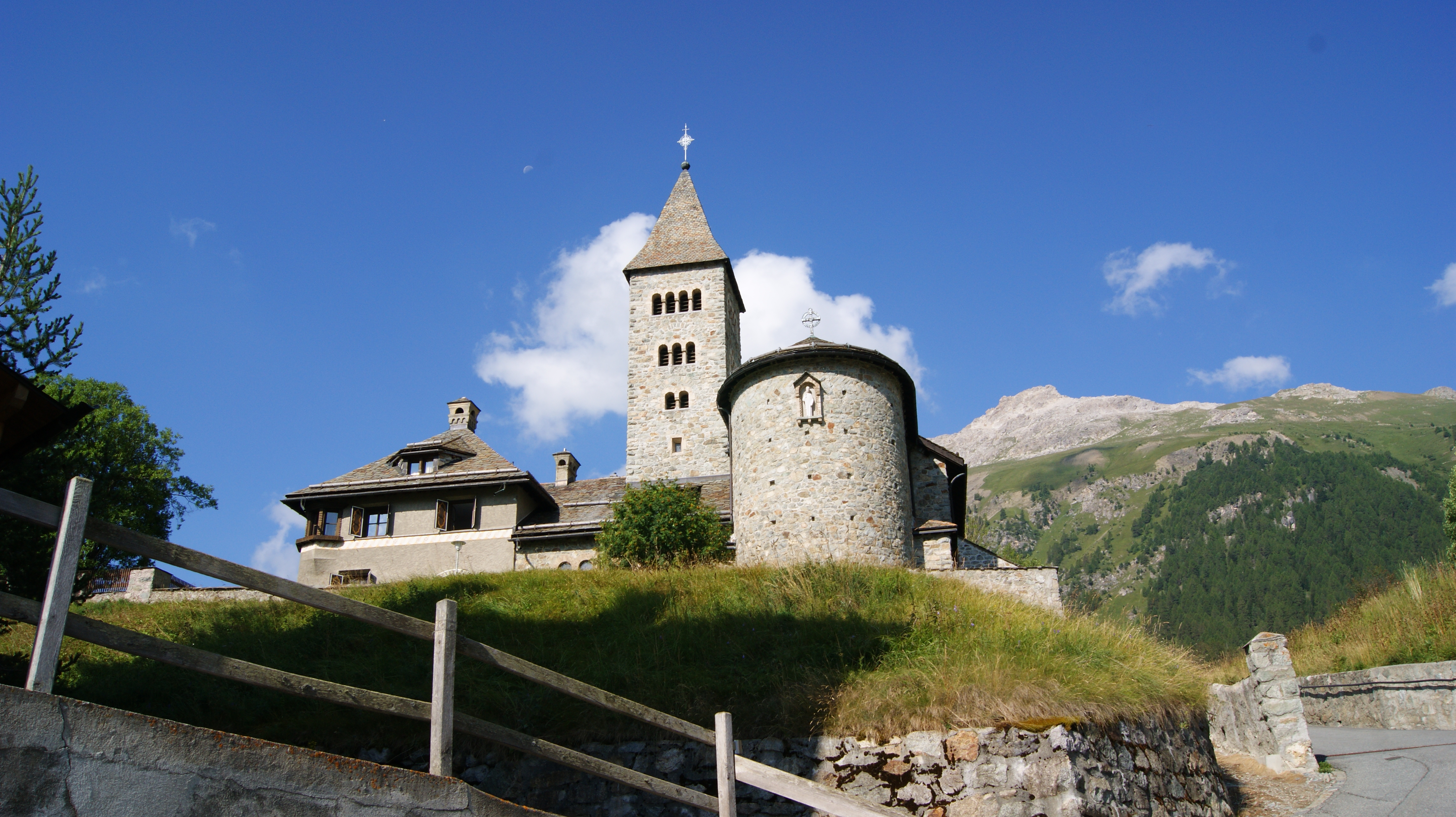
Katolický kostel Nejsvětějšího srdce Páně

Nejstaršími stavebními památkami jsou Peterskapelle (kaple sv. Petra) z roku 650, Antoniuskapelle (kaple sv. Antonína) z roku 1250, obytná věž v horní části obce z roku 1288 a Sebastianskapelle (kaple sv. Šebestiána) z roku 1300, která je však poprvé zmiňována až v roce 1501. Od roku 1462 byl Samaden sídlem dolního soudu Sur Funtauna Merla a byl jednou ze tří hlavních farností horního Engadinu. V roce 1491 byl k románské věži kaple sv. Antonína přistavěn pozdně gotický kostel sv. Petra. Během švábské války v roce 1499 byla obec zpustošena požárem. V roce 1550 byla v kapli svatého Šebestiána zavedena reformace poté, co zde od roku 1549 kázal italský reformátor Pietro Paolo Vergerio. V roce 1551 byly zrušeny katolické mše. Od roku 1860 se podíl katolického obyvatelstva opět prudce zvýšil a v současnosti činí necelých 40 %. V roce 1864 zde kapucínský otec Hilarion z Bivia sloužil první katolickou mši. V roce 1911 byl postaven katolický kostel Nejsvětějšího srdce Páně v novorománském slohu a v roce 1914 byla zbourána kaple svatého Šebestiána, kterou katolíci využívali od roku 1892.

Letecký pohled (1954)

Od 16. století postavily rody von Salis a von Planta několik reprezentativních budov. Díky politickým funkcím v poddanských územích Graubündenu, emigraci a zahraničnímu obchodu a konexím dosáhly bohatství a prosperity.
V roce 1812 byla zmíněna první nemocnice a v roce 1895 byla postavena okresní nemocnice Kreisspital Oberengadin. Strategicky výhodná poloha vesnice umožnila rozvoj obchodu a živností. Turistický ruch, který započal okolo roku 1830, vedl k výstavbě hotelů, kempů, anglického kostela v novogotickém stylu (1872; zbořen 1965), golfového hřiště (1893) a lanové dráhy na Muottas Muragl (1907). V roce 1888 byla postavena elektrárna. Po otevření trati Albula v roce 1903 byla obec napojena na železnici a stala se nejdůležitějším železničním uzlem v Engadinu. Po velkých záplavách byly od roku 1920 budovány říční náspy na ochranu obce, naposledy v roce 2004 byla řeka Flaz zcela přeložena na pravou stranu údolí. Místní letiště zahájilo provoz roku 1937. Budova Chesa Planta byla poškozena několika bombami svrženými americkými letadly 1. října 1943. V témže roce byla založena rodinná nadace von Planta (Fundaziun de Planta), která se věnuje rétorománské kultuře. Otevřena byla také protestantská škola, dnešní Academia Engiadina.
Po druhé světové válce se rozrostla obecní, regionální a kantonální infrastruktura a v okolí obce vznikly nové čtvrti. Původní rétorománská zemědělská vesnice se tak během několika desetiletí proměnila v moderní městečko.

## Obyvatelstvo

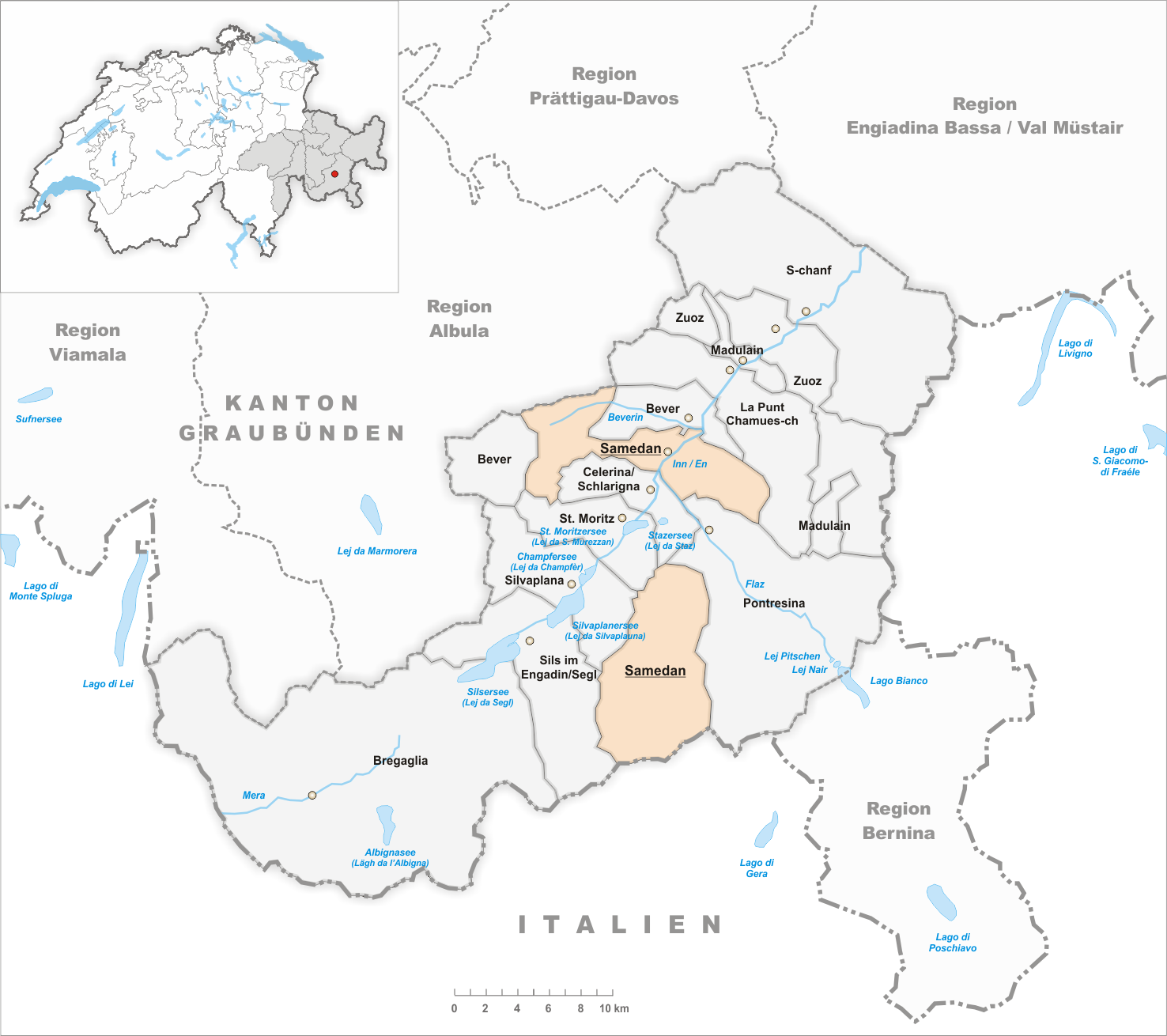
Poloha obce v okrese Maloja

| Vývoj počtu obyvatel | Vývoj počtu obyvatel | Vývoj počtu obyvatel | Vývoj počtu obyvatel | Vývoj počtu obyvatel | Vývoj počtu obyvatel | Vývoj počtu obyvatel | Vývoj počtu obyvatel | Vývoj počtu obyvatel | Vývoj počtu obyvatel | Vývoj počtu obyvatel | Vývoj počtu obyvatel | Vývoj počtu obyvatel | Vývoj počtu obyvatel |
| -------------------- | -------------------- | -------------------- | -------------------- | -------------------- | -------------------- | -------------------- | -------------------- | -------------------- | -------------------- | -------------------- | -------------------- | -------------------- | -------------------- |
| Rok                  | 1850                 | 1900                 | 1930                 | 1950                 | 1970                 | 1980                 | 1990                 | 2000                 | 2005                 | 2010                 | 2012                 | 2014                 | 2019                 |
| Počet obyvatel       | 412                  | 967                  | 1 783                | 1 685                | 2 574                | 2 553                | 2 875                | 3 069                | 2 854                | 2 968                | 2 982                | 3 014                | 2 913                |

### Jazyky
Obyvatelé Samedanu původně mluvili výhradně rétorománským dialektem horního Engadinu, zvaným putér. Již od 19. století se ale v této oblasti silně prosazovala němčina. V roce 1880 už uvedlo rétorománštinu jako svůj mateřský jazyk pouze 47 % obyvatel. Tento podíl zůstal poměrně stabilní až do druhé světové války (1910: 45 %; 1941: 42 %). Ve prospěch němčiny klesl podíl mluvčích rétorománštiny do roku 1970 na 31 %. Po krátkém oživení tento bývalý většinový jazyk od roku 1980 dále postupně svůj význam ztrácí. V roce 2000 však díky vlivu školy, kde se vyučuje i v rétorománštině, mluvilo rétorománsky ještě 42 % obyvatel. Úředními jazyky obce jsou němčina a rétorománština. Nezanedbatelný, zhruba patnáctiprocentní podíl má v Samedanu také italština. Následující tabulka ukazuje vývoj za posledních několik desetiletí:
| Jazyky v Samedanu |                   |                   |                   |                   |                   |                   |
| Jazyk             | Sčítání lidu 1980 | Sčítání lidu 1980 | Sčítání lidu 1990 | Sčítání lidu 1990 | Sčítání lidu 2000 | Sčítání lidu 2000 |
| Jazyk             | Počet             | Podíl             | Počet             | Podíl             | Počet             | Podíl             |
| Němčina           | 1 1140            | 44,65 %           | 1 567             | 54,50 %           | 1 886             | 61,45 %           |
| Rétorománština    | 841               | 32,94 %           | 649               | 22,57 %           | 511               | 16,65 %           |
| Italština         | 451               | 17,67 %           | 476               | 16,56 %           | 458               | 14,92 %           |
| Počet obyvatel    | 2 553             | 100 %             | 2 875             | 100 %             | 1 353             | 100 %             |

## Doprava

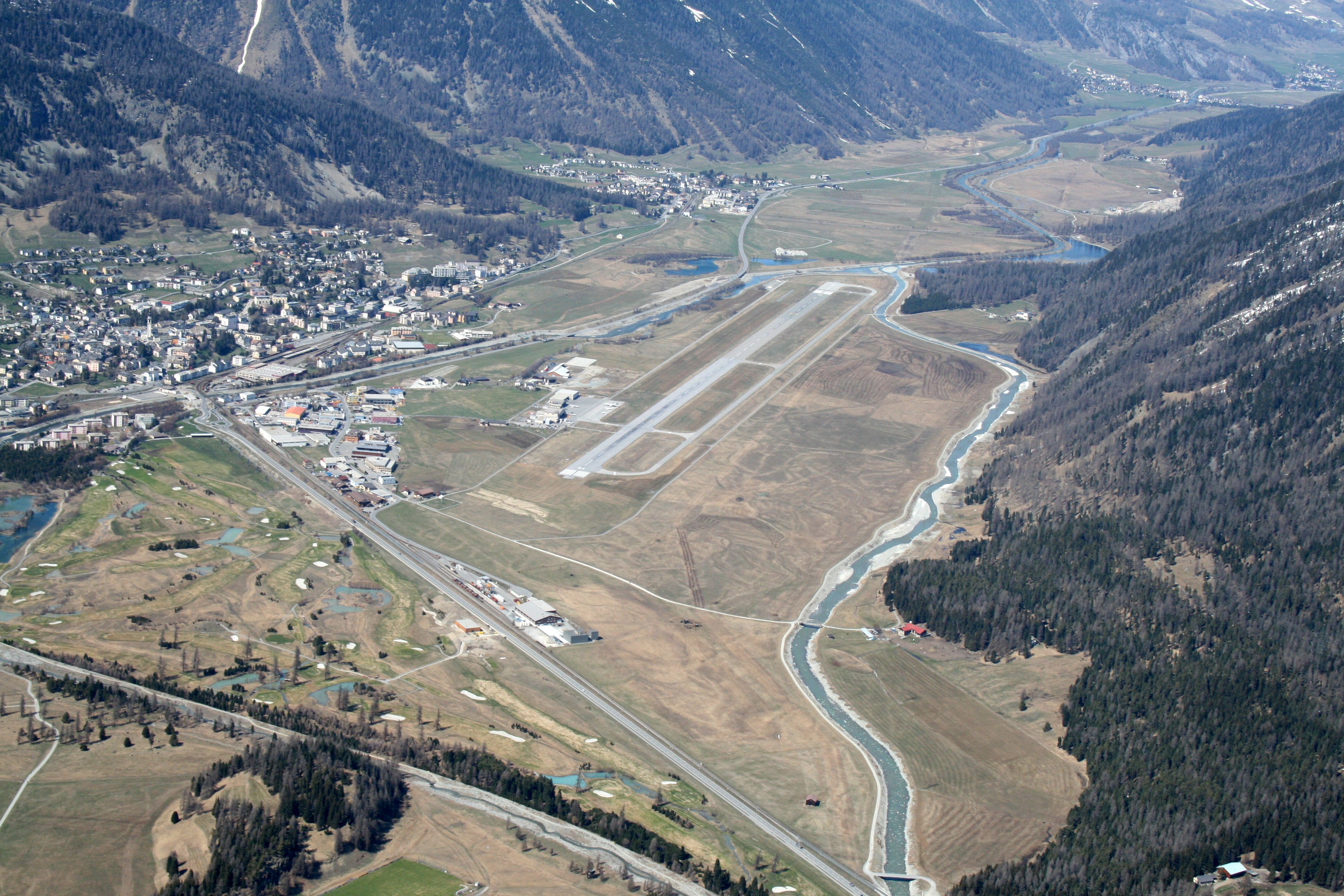
Engadin Airport z výšky

Samedan je železničním uzlem horního Engadinu – leží na slavné Albulské dráze, ze které se zde odpojuje trať do Pontresiny. Nachází se zde také depo Rhétské dráhy, jež obě tratě provozuje.
Silniční spojení je zajištěno kantonální hlavní silnicí č. 27 (Svatý Mořic – Scuol), vedoucí obchvatem okolo obce se sjezdem do jejího centra.
V Samedanu se nachází také civilní letiště, určené zejména pro charterové lety do oblasti. Místní letiště, nacházející se na rovině na východním okraji města v nadmořské výšce 1 707 metrů a známé pod mezinárodním názvem Engadin Airport, je jedním z nejvýše položených civilních letišť v Evropě.

## Osobnosti
- Selina Gasparinová (* 1984), švýcarská biatlonistka, pochází ze Samedanu
- Michelle Gisinová (* 1993) švýcarská alpská lyžařka, narodila se v Samedanu